# Jay Andrijic
Jay Andrijic (* 3. Oktober 1995 in Sydney, New South Wales) ist ein ehemaliger australischer Tennisspieler.

## Karriere
Andrijic spielte bis 2013 auf der ITF Junior Tour. Dort konnte er mit Rang 30 seine höchste Notierung in der Jugend-Rangliste erreichen. Sein größter Erfolg war dort der Turniersieg im Doppel bei den Australian Open 2013 an der Seite von Bradley Mousley. Im Einzel konnte er bei allen vier Grand-Slam-Turnieren nie die zweite Runde erreichen. Mit Mousley konnte er nur in Wimbledon nochmal an den Erfolg anknüpfen und ins Viertelfinale einziehen.
Bei den Profis spielte Andrijic von 2012 bis 2014 bei den Profis und hauptsächlich auf der ITF Future Tour. Im Oktober des Jahres konnte er auf diesem Niveau im Einzel erstmals das Halbfinale erreichen und zwei Spieler der Top 400 schlagen. Dies blieb jedoch sein bestes Resultat in seiner Karriere. Im Doppel war er etwas erfolgreicher und zog viermal in Future-Endspiele ein, von denen er zwei gewann. Im Oktober 2014 spielte er letztmals ein Profiturnier, 2015 wurde er nicht mehr in der Tennisweltrangliste geführt. Sein Karrierehoch von Platz 967 im Einzel und 569 im Doppel erreichte er jeweils 2013.